# Tricologia
A tricologia (do grego τριχός, thricos, "cabelo";and -λογία, -logia) é o ramo da ciência que trata dos pêlos ou cabelos. Originou-se na Inglaterra em 1902. Seu estudo contém a função de solucionar vários problemas capilares. Existe, no Brasil, assim como em outros países, um interesse crescente pelos tratamentos alternativos e preventivos. Atendendo a esse interesse, disponibilizamos informações sobre os cabelos e o couro cabeludo, direcionados à área de estética.
Tricologia congrega profissionais ligados a esta ciência (químicos, biólogos, biomédicos, cosmetólogos, farmacêuticos, nutricionistas e médicos) e tem como objetivo integrar as áreas da saúde e da estética. Profissionais da área da estética: terapeutas capilares, cabeleireiros, esteticistas e os demais que trabalham em salões, clínicas e spas.

## A importância dos cabelos
Nas comunidades humanas, a estética é muito valorizada. Em razão disso, apesar de não apresentarem importância maior para a sobrevivência do indivíduo, os cabelos têm valor indiscutível como ornamento pessoal. Em algumas culturas, o aspecto dos cabelos assinala diferenças sociais ou profissionais; já em outras, atende a exigências religiosas ou até mesmo a posicionamentos políticos. Compondo a moldura do rosto, os cabelos sinalizam formas de encarar a vida e, muitas vezes, importantes mudanças do comportamento pessoal. Cortá-los, penteá-los, pintá-los de acordo com os próprios desejos são maneiras que cada um tem de demarcar sua individualidade. Contribuindo para uma imagem clássica ou radical, os cabelos são repletos de significados associados a conceitos de ousadia, juventude, liberdade, sedução e poder. Constituem-se na característica mais marcante e variável dos seres humanos, tornando-se ingredientes fundamentais da identidade pessoal. Para muitos, perdê-los é um desfiguramento grave.

## Queda de cabelos e calvície
Embora a queda dos cabelos não implique nenhum risco à vida do indivíduo, muitos sentirão insegurança emocional e perda da auto-estima, o que comprometerá a qualidade das suas vidas. Nas mulheres, que socialmente são mais cobradas quanto à beleza física, as apreensões sempre serão maiores. Os humanos têm no couro cabeludo de 100 a 150 mil fios de cabelos. Destes, 85% estão na fase anágena (fase de crescimento) e os restantes 15% estão nas fases catágena(de repouso) e telógena (de queda ou troca). A perda diária entre 50 e 100 fios é considerada normal, sendo maior nos dias da lavagem. Quando caem mais de 100 fios por dia, algo está acontecendo no organismo do paciente e terá que ser investigada a causa. No Brasil, observa-se uma queda maior dos cabelos no período de fevereiro a junho. Para tratar a perda dos cabelos, sempre será necessária uma avaliação cuidadosa e um diagnóstico adequado. Sabe-se que 40% dos homens e 5% das mulheres apresentarão algum grau de calvície. Neste caso, assim que se notar os primeiros sinais de afinamento e perda progressiva dos fios, é importante que se institua o tratamento preventivo.